# Gran Premio de Francia de Motociclismo de 1960
El Gran Premio de Francia de Motociclismo de 1960 fue la primera prueba de la temporada 1960 del Campeonato Mundial de Motociclismo. El Gran Premio se disputó el 22 de mayo de 1960 en el Circuito Clermont Ferrand.

## Resultados 500cc
En la carrera de 500cc, las MV Agusta fueron tan superiores como en la temporada anterior: John Surtees ganó con tres minutos de ventaja por delante de su compañero de equipo Remo Venturi. El resto de pilotos llegaron todos doblados. Cabe destacar el sexto lugar de Fumio Ito, que llegó a Europa con una BMW R 50 gracias al apoyo del importador japonés de BMW y se convirtió en el primer japonés que anotaba un punto en la categoría de 500cc.
| Pos. | Piloto               | Moto      | Tiempo       | Pts. |
| ---- | -------------------- | --------- | ------------ | ---- |
| 1    | John Surtees         | MV Agusta | 1h 39' 21" 6 | 8    |
| 2    | Remo Venturi         | MV Agusta | +3' 01" 7    | 6    |
| 3    | Bob Brown            | Norton    | +1 Vuelta    | 4    |
| 4    | Paddy Driver         | Norton    | +1 Vuelta    | 3    |
| 5    | Ladi Richter         | Norton    | +1 Vuelta    | 2    |
| 6    | Fumio Itō            | BMW       | +1 Vuelta    | 1    |
| 7    | Hugh Anderson        | Norton    | +1 Vuelta    |      |
| 8    | Robert Weston        | Norton    | +1 Vuelta    |      |
| 9    | John Hempleman       | Norton    | +1 Vuelta    |      |
| 10   | Jacques Insermini    | Norton    | +1 Vuelta    |      |
| 11   | Hans-Günther Jäger   | BMW       | +2 Vueltas   |      |
| 12   | Jannie Stander       | Norton    | +2 Vueltas   |      |
| 13   | Lothar John          | BMW       | +3 Vueltas   |      |
| 14   | Jean-Pierre Bayle    | Norton    | +3 Vueltas   |      |
| 15   | Fritz Kläger         | Horex     | +4 Vueltas   |      |
| 16   | Antoine Paba         | Norton    | +5 Vueltas   |      |
| 17   | Hans Schmidt         | Norton    | +10 Vueltas  |      |
| 18   | Troncarelli          | Norton    | +12 Vueltas  |      |
| Ret  | Shaun Robinson       | Norton    | Ret          |      |
| Ret  | Jack Findlay         | Norton    | Ret          |      |
| Ret  | Graham Smith         | Norton    | Ret          |      |
| Ret  | William van Leeuwen  | Norton    | Ret          |      |
| Ret  | Dickie Dale          | Norton    | Ret          |      |
| Ret  | Jean-Claude Bargetzi | Norton    | Ret          |      |
| Ret  | Frank Perris         | Norton    | Ret          |      |
| DNQ  | Yvon Callede         | Norton    | DNQ          |      |
|      | Fuente:              |           |              |      |

## Resultados 350cc
Gary Hocking ganó la carrera de 350cc en Francia a pesar de una caída. Esto permitió que František Št'astný terminara a tan solo medio minuto del rhodasiano. Ambos se beneficiaron de la mala suerte para John Surtees, que había realizado la vuelta más rápida pero cayó al tercer lugar por los problemas de encendido.
| Pos. | Piloto              | Moto      | Tiempo     | Pts. |
| ---- | ------------------- | --------- | ---------- | ---- |
| 1    | Gary Hocking        | MV Agusta | 1:20:46.7  | 8    |
| 2    | František Šťastný   | Jawa      | +34.3      | 6    |
| 3    | John Surtees        | MV Agusta | +53.9      | 4    |
| 4    | Bob Brown           | Norton    | +1:35.9    | 3    |
| 5    | Paddy Driver        | Norton    | +1:39.3    | 2    |
| 6    | Frank Perris        | Norton    | +3:18.6    | 1    |
| 7    | John Hempleman      | Norton    |            |      |
| 8    | Rudi Thalhammer     | Norton    |            |      |
| 9    | Willy van Leeuwen   | Norton    | +1 Vuelta  |      |
| 10   | Bob West            | Norton    | +1 Vuelta  |      |
| 11   | Jacques Insermini   | Norton    | +1 Vuelta  |      |
| 12   | Shaun Robinson      | Norton    | +1 Vuelta  |      |
| 13   | Bill Smith          | Norton    | +1 Vuelta  |      |
| 14   | Jean-Pierre Bayle   | Norton    | +2 Vueltas |      |
| 15   | Philippe Marsaux    | Norton    | +2 Vueltas |      |
| 16   | C. Packer           | AJS       | +2 Vueltas |      |
| 17   | Pierre Bouillard    | Norton    | +3 Vueltas |      |
| 18   | Fritz Kläger        | Horex     | +3 Vueltas |      |
| 19   | Bert Schneider      | Norton    | +4 Vueltas |      |
| Ret  | Ladi Richter        | Norton    | Ret        |      |
| Ret  | Jack Findlay        | Norton    | Ret        |      |
| Ret  | Frans Fagertrom     | AJS       | Ret        |      |
| Ret  | Jean Touzalin       | Norton    | Ret        |      |
| Ret  | Jannie Stander      | Norton    | Ret        |      |
| DNS  | Dickie Dale         | Norton    | DNS        |      |
| DNQ  | Albert Montagne     | Norton    | DNQ        |      |
| DNQ  | Gilbert Guignabodet | Norton    | DNQ        |      |
| DNQ  | René Casset         | NSU       | DNQ        |      |